# Скосарь турецкий
Скосарь турецкий (лат. Otiorhynchus turca) — вид долгоносиков-скосарей из подсемейства Entiminae.

## Описание
Жук длиной 8,5—11 мм. Имеет от смоляно-чёрный до красно-бурого окрас, усики и ноги всегда красноватые. Надкрылья с грушами перламетрова-золотистых длинноовальных и волосовидных чешуйках, собранными в пятнышки по заднему краю глубоких точек в бороздках и других неровной на надкрыльях.